# Пероксибензоена киселина
Пероксибензоената киселина е проста пероксидна киселина. Може да бъде синтезирана при реакция на бензоена киселина с водороден пероксид  или при взаимодействие на бензоилов пероксид с натриев метоксид последван от подкиселяване.
Като другите пероксикиеслина може да се използва за синтез на епоксиди, като стиренов оксид от стирен: